# Лор, Мари
Мари Лор (англ. Marie Lohr; 28 июля 1890 — 21 января 1975) — австралийско-британская актриса театра и кино.

## Биография
Мари Лор родилась в Сиднее, в Новом Южном Уэльсе, в семье директора мельбурнского дома оперы, Льюиса Джея Лора и его жены, английской актрисы Кейт Бишоп (1848—1923). Её дядя по материнской линии, Альфред Бишоп, а также крёстные Уильям и Мэдж Кендал, — также были актёрами.
С 1912 по 1928 год была замужем за Энтони Лейландом Принсепом. У них родился один ребёнок.

### Карьера
Дебютировала в театре Сиднея в возрасте четырёх лет, в постановке The World Against Her. Её дебют в Лондоне состоялся в возрасте 11 лет (после того как она вместе со своей семьёй переехала в Великобританию), в постановках Стёпка-Растрёпка и The Man Who Stole the Castle. Поздняя карьера в театре включала в себя появление в 1929 году в лондонской постановке Beau Geste, вместе с Лоренсом Оливье, позже женившимся на Вивьен Ли, и в спектакле 1930 года The Bread-Winner.
Первое появление Мари в кино состоялось в 1932 году в фильме Aren’t we All?. Снялась в двух адаптациях произведений Бернарда Шоу. Скончалась в 1975 году возрасте 84 лет. Похоронена на Бромптонском кладбище, на Западе Лондона.

## Фильмография
- Екатерина Великая (1968), Вдова Леди Горс[10]
- The Plane Makers[англ.] (1964), Джеральдин Петтифур — 1 эпизод
- Carlton-Browne of the F.O.[англ.] (1959), Леди Карлтон-Браун
- The Last Chronicle of Barset[англ.] (1959), Леди Лафтон — два эпизода
- Small Hotel[англ.] (1957), Миссис Самсон-Фокс
- Seven Waves Away[англ.] (1957), Дороти Кнудсон
- A Town Like Alice (1956), Миссис Дадли Фрост
- On Such a Night (1956), Леди Фальнкольнбридж
- Out of the Clouds[англ.] (1955), Богатая женщина
- Escapade (1955), Стелла Хампден-старшая
- Always a Bride (1953), Вдова
- Little Big Shot (1952), Миссис Мэддокс
- Silent Dust[англ.] (1949), Леди Клендон
- The Winslow Boy (1948), Грейс Уинслоу
- Анна Каренина (1948),  Княгиня Щербацкая
- Counterblast (1948), Миссис Коул
- The Ghosts of Berkeley Square[англ.] (1947), Лотти
- The Magic Bow[англ.] (1946), Контресс де Вермонт
- The Rake’s Progress (1945), Леди Паркс
- Twilight Hour[англ.] (1945), Леди Четвуд
- Kiss the Bride Goodbye[англ.] (1945), Эмма Блад
- Went the Day Well?[англ.] (1942), Миссис Фрейзер
- Major Barbara (1941), Леди Бритомарт
- George and Margaret (1940), Элис
- A Gentleman’s Gentleman (1939), Миссис Хендсайд-Лейн
- Пигмалион (1938), Миссис Хиггинс
- South Riding (1938), Миссис Беддоус
- Dreams Come True (1936), Хелен вон Волднау
- Whom the Gods Love: The Original Story of Mozart and His Wife[англ.] (1936), Императрица
- It's You I Want[англ.] (1936), Констанция Гилберт
- Reasonable Doubt (1936), в тирах не указана
- Cock o' the North (1935), Mary Barton
- Royal Cavalcade[англ.] (1935), Mама
- Foreign Affaires[англ.] (1935), Миссис Коуп
- Lady in Danger[англ.] (1935), Леди Брокли
- Oh, Daddy![англ.] (1935), Леди Пай
- My Heart is Calling[англ.] (1935), Работница свадебного салона
- Fighting Stock[англ.] (1935), Миссис Барбара Риверс
- Mon Coeur t’Appelle (1934), Модиста — в английской версии: My Heart is Calling You
- Road House (1934), Лели Хамбл
- Aren’t We All? (1932), Леди Фринтон
- Victory and Peace[англ.] (1918), Барбара Лоури
- The Real Thing at Last[англ.] (1916), Жертва убийства